# Wet-Sáenz Peña
De Wet-Sáenz Peña (Spaans: Ley Sáenz Peña) is een door Roque Sáenz Peña ingevoerde wet uit 1912 in Argentinië. Door deze wet werd het stemmen bij verkiezingen geheim, universeel en verplicht voor mannen. 
Binnen deze wet was geen vrouwenkiesrecht opgenomen. Dit gebeurde pas in 1947, tijdens het presidentschap van Juan Perón. Universeel hield in dat alleen oorspronkelijke bewoners en genaturaliseerde Argentijnse mannen mochten stemmen. Zo werden niet alleen vrouwen uitgesloten, maar ook immigranten. Deze wet is ook nu nog geldig, alleen is er nu in opgenomen dat ook vrouwen mogen stemmen.

## Oorsprong en consequentie
Sáenz Peña maakte zijn plannen voor het invoeren van deze wet bekend tijdens zijn eerste toespraak voor het Congres in 1910. Minister van Binnenlandse Zaken Indalecio Gómez voegde een extra element toe, waardoor het Ministerie van Oorlog (wetgevende macht) verantwoordelijk werd voor de kieslijst. Wie de verkiezingen moest organiseren en wie er precies mocht stemmen werd overgelaten aan het Ministerie van Justitie (rechterlijke macht). De uitvoerende macht verdween zo uit dit systeem, en maakte het op deze manier democratischer omdat er minder gemanipuleerd kon worden door de rijke landbouwoligarchie die zijn eigen kandidaten naar voren schoof.
Zonder frauduleuze verkiezingen kon deze conservatieve sector de macht niet meer vasthouden. Hipólito Yrigoyen, de kandidaat van de Unión Cívica Radical (Radicale Burgerunie), won zo de eerste vrije presidentsverkiezing, en dit betekende het begin van een tijdperk waarin deze UCR de machtigste politieke partij van het land werd. De Partido Autonomista Nacional (Autonome Nationale Partij) verdween na 35 jaar overheersing grotendeels van het politiek toneel.
Consequentie van deze wet was dat alle politieke partijen grote hervormingen door moesten voeren, hun eigen regels moesten wijzigen en electorale platforms moesten creëren. Met succes beteugelde Sáenz Peña zo de opstanden die overal in het land ontstonden vanwege de onvrede met het bureaucratische systeem.